# Tosho
Tosho is een historisch merk van motorfietsen.
Tosho was een samenwerkingsverband tussen de Japanse merken Tohatsu en Showa. Tussen 1959 en 1962 maakte men onder deze naam motorfietsen die verkocht werden als Echo, Pandora en Pandra.
- De Echo-modellen waren 123- en 148cc-tweetakt-motorfietjes.
- De Pandra- en Pandora-modellen waren 125cc-scooters met een voor die tijd zeer moderne elektrische startmotor.